# Musi (Botswana)
Musi is een dorp in het district Southern in Botswana. De plaats telt 296 inwoners (2011).